# Las Bela

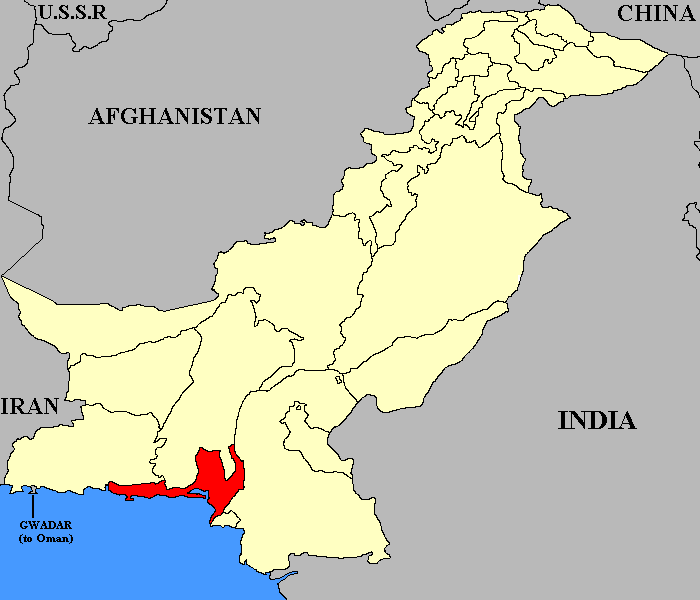

Las Bela était un État princier des Indes, province de Baloutchistan pakistanais.
Conquise par les Britanniques, Las Bela fut le siège d'une principauté dirigée par un souverain qui portait le titre de saheb et qui subsista jusqu'en 1955.

## Liste des sahebs de Las Bela de 1742 à 1955
- 1742-1765 Ali Khan Ier
- 1765-1776 Ghulam Shah
- 1776-1818 Mir Khan Ier
- 1818-1830 Ali Khan II
- 1830-1869 Mir Khan II
- 1869-1886 Ali Khan III
- 1886-1888 Mir Khan II (rétabli)
- 1888-1896 Ali Khan III (rétabli)
- 1896-1921 Kamal Khan
- 1921-1937 Gholam Mohammed Khan (1895-1937)
- 1937-1955 Gholam Kader Khan (en) (1920-1988)